# 8535 Pellesvanslös
8535 Pellesvanslös è un asteroide della fascia principale. Scoperto nel 1993, presenta un'orbita caratterizzata da un semiasse maggiore pari a 3,1496249 au e da un'eccentricità di 0,1597988, inclinata di 0,59755° rispetto all'eclittica.
L'asteroide è dedicato all'omonimo gatto protagonista di una serie animata svedese.